# Museum Kempenland
Museum Kempenland was een streekmuseum gevestigd in de Steentjeskerk in Eindhoven.

## Geschiedenis
De eerste plannen voor de oprichting van een stedelijk museum werden gemaakt in 1920, direct na de vorming van de gemeente Groot Eindhoven. Officieel werd het museum opgericht in 1932. Het eerste museum, in het voormalige stadhuis aan de Rechtestraat, werd in 1937 geopend. Dit museum bleef bestaan tot 1939, waarna het museum tot 1954 een zaal in het Van Abbemuseum ter beschikking kreeg. Van 1954 tot 1971 was het museum gevestigd in het Waaggebouw aan de Paradijslaan, daarna tot 1982 in het voormalige kantongerecht aan het Stratumseind 32. Van 1983 tot en met 2012 was het museum gevestigd in de Steentjeskerk waar het op 8 januari dat jaar definitief de deuren sloot.

## Collectie en Tentoonstellingen
Het museum bezat een collectie op het gebied van volkskunde, schilderkunst en beeldhouwkunst van Noord-Brabantse kunstenaars en religieuze kunst. Verder werden jaarlijks zo'n tien verschillende wisseltentoonstellingen georganiseerd. Incidenteel vonden er ook lezingen en muziek- of kooruitvoeringen plaats.
De collectie van het museum is na sluiting naar het Historisch Openluchtmuseum Eindhoven gegaan.
Museum Kempenland is samen met het voormalig Historisch Openluchtmuseum Eindhoven verdergegaan onder de naam Eindhoven Museum.

## Steentjeskerk
De Steentjeskerk is een rijksmonument ontworpen door architect Hubert van Groenendael. In 1919 is de kerk voltooid. Het ontwerp van de neoromaanse kerk is ontleend aan de St. Laurentiusbasiliek te Rome.
Vanwege het teruglopende kerkbezoek werd in 1971 de laatste dienst gehouden. Het gebouw raakte al snel in verval. Dankzij plaatsing op de gemeentelijke monumentenlijst in 1977 bleef het gebouw voor sloop behoed, en na algeheel hersteld en aangepast te zijn kreeg het in 1983 de herbestemming als museum. In 2001 werd het gebouw op de rijksmonumentenlijst geplaatst.
De laatste tentoonstelling die is te zien in de Steentjeskerk is Marcus & Mo, een tentoonstelling door Eindhoven Museum.